# Selma Bruna
Selma Bruna (Sant Cugat del Vallès) és una cantant catalana que forma part del trio musical Marala. En 2023 publica el seu primer disc en solitari, Dorsal.